# モウコノウマ
モウコノウマ（蒙古野馬、Equus ferus przewalskii）は、ノウマ（Equus ferus）の一亜種または独立種。先史時代にはヨーロッパや中央アジアや中国、特にモンゴル周辺（アルタイ山脈周辺）に多数生息していたが、野生下では一度絶滅し、飼育個体の子孫を野生に戻す試みが各地で続けられている。また、日本在来馬の祖先に該当する種であると見なされており、更新世には本種も日本列島に到達したものの、ウマ属が列島に長期的な自然定着をすることはなかった。

## 分類史
「プシバルスキーウマ（プルジェワルスキー/プルツワルスキー）」や「タヒ（蒙: Тахь、ラテン文字転写例: Takh' / Takhi）」とも呼ばれる。英語圏での別名は「Asian Wild Horse」や「Mongolian Wild Horse」である。
かつては、現存する野生馬であり、ターパンが1909年に絶えた後は、ノウマとしては唯一の野生馬と考えられていた。しかし近年の研究では、モウコノウマも1968年頃に野生下で絶滅したと見られている。
近年、約5,500年前の最初期の家畜馬の痕跡を持つカザフスタンのボタイ遺跡（英語版）の馬はモウコノウマの系統であること、つまり現生の家畜馬のウマの系統ではない可能性が浮上し、同時に現生の家畜馬のウマの家畜化起源の解明は後戻りの課題となった。加えて現生のモウコノウマはその家畜馬が古い時代に再野生化した子孫であるとの説が唱えられている。しかし、2021年の再調査ではモウコノウマは一度も家畜化されたことがないという伝統的な結論となった。現生の家畜馬のウマ（Equus ferus caballus、染色体の数は32対）もノウマの別の一亜種であるが、モウコノウマの染色体数は33対である。

## 形態

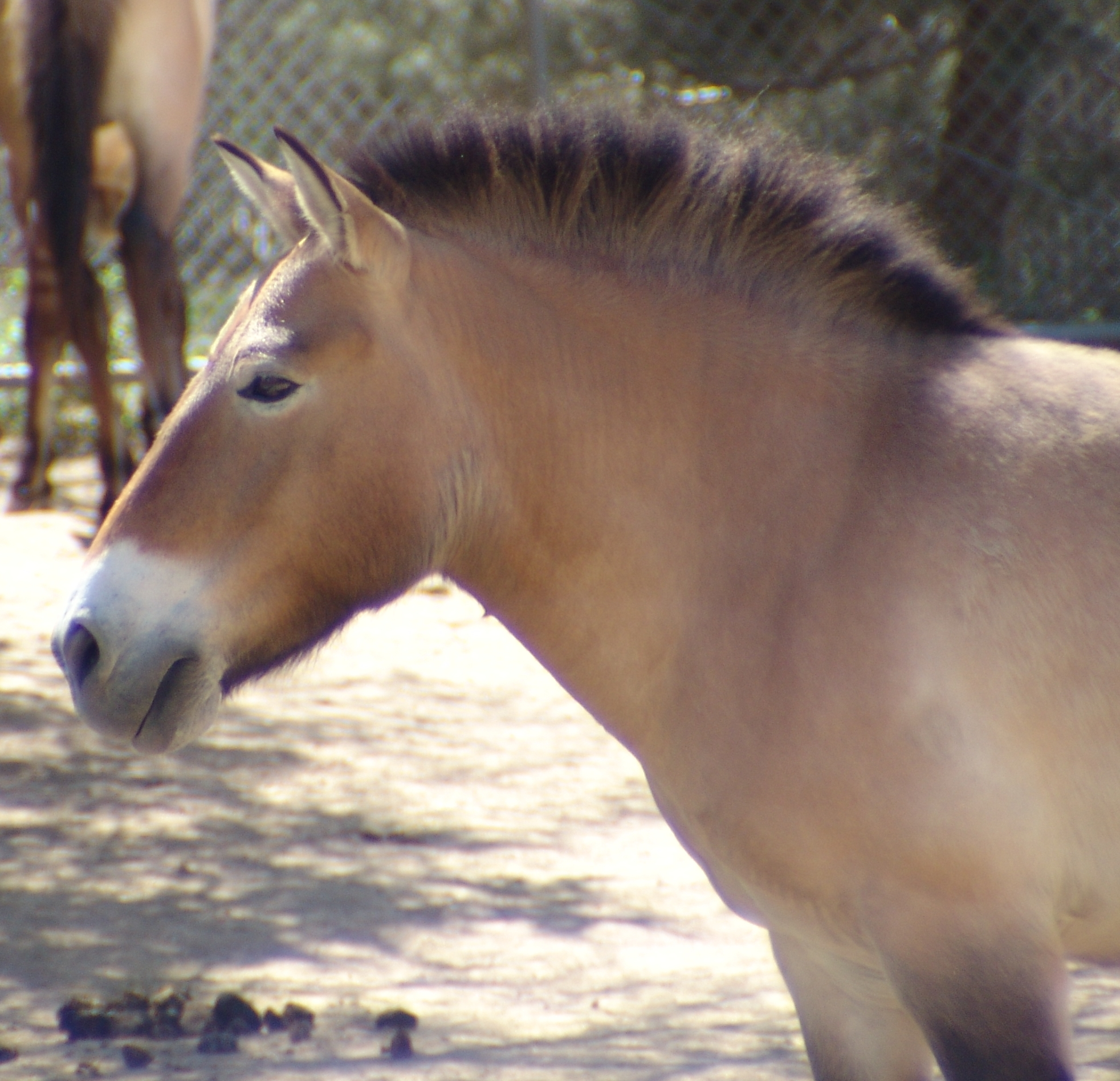
特徴の一つである短く直立したたてがみ。

現代の大型の家畜馬と比較すると小型であり、頭胴長2.2 - 2.6メートル、体高1.2 - 1.4メートル、体重200 - 340キログラムほどに達する。体型はがっしりとしており、丸みを帯びた腹部と短めの脚部を持つなど、サラブレッドなどの競走馬が持つ華奢なイメージはない。
毛色はいわゆる薄墨毛で全体的に淡い褐色であり、四肢とたてがみ、尾は濃い褐色になり、口先に白いポイントを持つ。冬になると毛が長くなるだけでなく色合いも薄くなる。たてがみは短く常に直立しており、家畜馬のように倒れない。背中に「鰻線（まんせん）」という濃い褐色の帯があり、本種の子孫とされる御崎馬のような日本在来馬にもこの特徴が見られる。

## 生態
ユーラシア大陸の草原や砂漠が本来の生息環境であり、草を食べる典型的なグレイザーである。一頭前後のオスが中心となり、全ての雌と仔馬を率いるハーレムを構成する。雌には序列があり、年長のメスの序列が一般的には高い、という小規模の群れで暮らす。若い雄がリーダー雄を倒すと、ハーレムを奪う。雄は群れを率いて、他の雌が独身の雄に奪われないように群れを守っている。ハーレムは単独である場合の他にも、複数のハーレムによって構成される大型のハーレムが見られることもある。ハーレムの雄同士が血縁関係にあるとハーレム同士の関係性にも影響が生じる。飼育下の寿命は約20年。

## 歴史

モンゴルに再導入されたモウコノウマ。

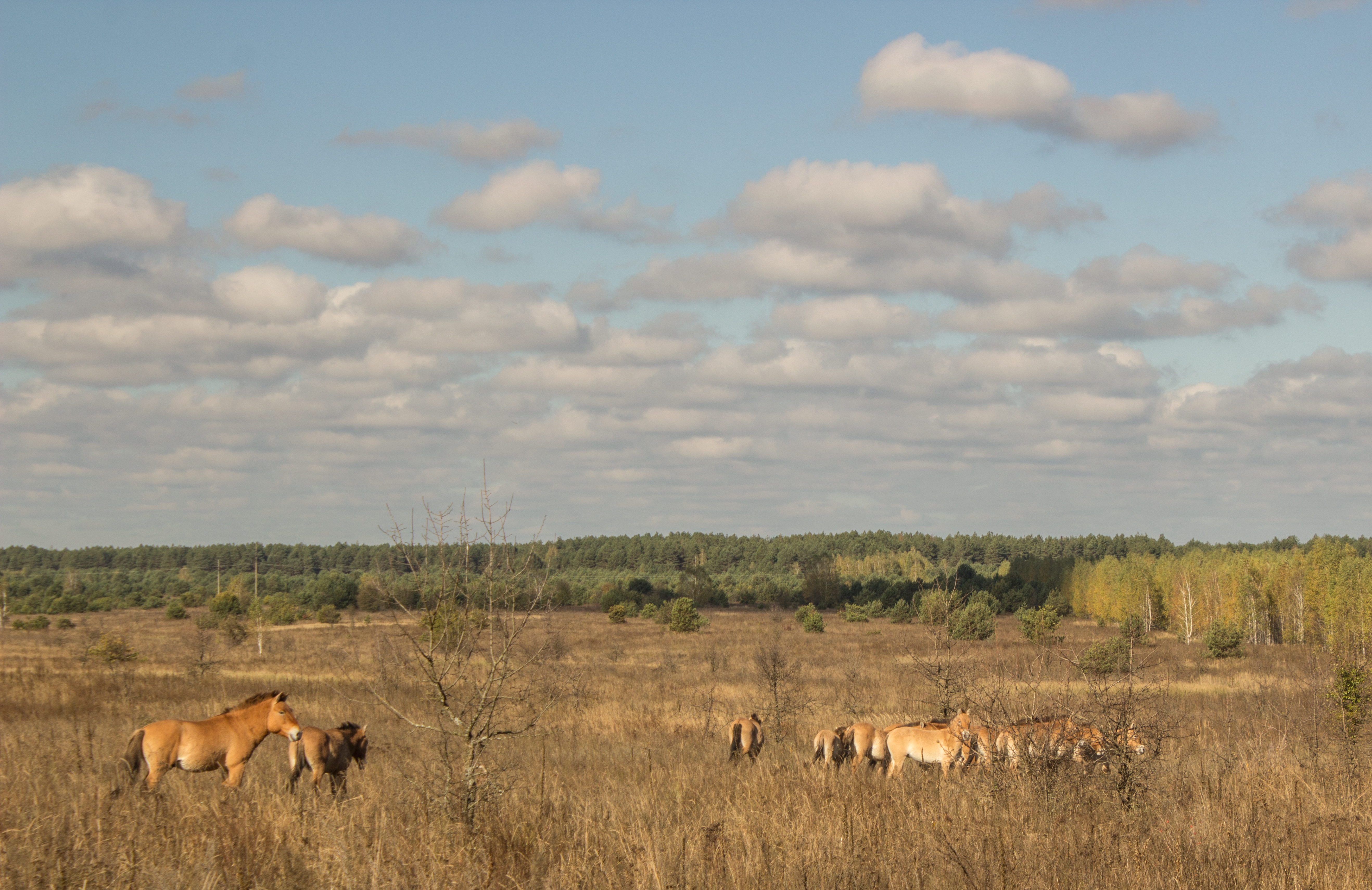
チェルノブイリ立入禁止区域にて、原発事故後に野生導入されたモウコノウマ。他にはヨーロッパバイソンも野生導入されている。

モウコノウマはモンゴルの民間伝承や民話しばしば登場して神聖視され、神の乗騎と見なされ、上記の「タヒ」という現地名は聖霊や聖人を意味した。
モウコノウマの存在が西洋諸国に知られるようになったのは1879年である。ロシアの探検家ニコライ・プルジェヴァリスキー大佐によってモンゴルで発見され、広く知られるようになった（学名及び英名は発見者に対する献名）。しかし、乱獲、農業や畜産業などによる生息地の減少、家畜馬との交配による遺伝子汚染、寒冬などの要因によって打撃を受けて野生絶滅に近い状態に陥り、ゴビ砂漠が本種にとっての最後の自然の生息地だった。1966年にハンガリーの昆虫学者によって目撃されたのを最後に野生下での目撃情報が確認されなくなり、恐らく1968年頃に野生下では一度絶滅したと見られている。
発見後にモンゴルで飼育下での計画的な繁殖を目的とした大規模な仔馬の捕獲が行われたが、ヨーロッパへの移送に耐えられずに多数が死亡し、生存した53頭の中の13頭が欧米諸国の動物園や公園に送られて現在の子孫の祖先となり、後の再野生化に至った。人工授精も行われ、現在は野生導入された個体と飼育個体を合わせて2,000頭以上が飼育されている。中国（新疆ウイグル自治区など）、モンゴルのホスタイ国立公園など、ロシア、カザフスタン、ハンガリーの自然保護区などで、再野生化の目的で飼育個体の一部の導入が行われたり予定されている。その他にも、個体数の少なさによる遺伝的多様性の減少も懸念要素の一つであり、繁殖プログラムにおける管理面での政策の不備から近親交配が進行して遺伝病の発生や平均寿命の大幅な低下、仔馬の死亡率の増加、純潔の出産可能な雌の減少などの様々な悪影響を及ぼした。近年では遺伝的多様性の問題を解消するために、飼育下の個体のDNAを用いてクローンを生み出して多様性の確保などに利用する計画も企図されている。
2024年の時点では、日本国内では展示が終了した千葉市動物公園を除くと多摩動物公園およびよこはま動物園ズーラシアで飼育されている。

## その他

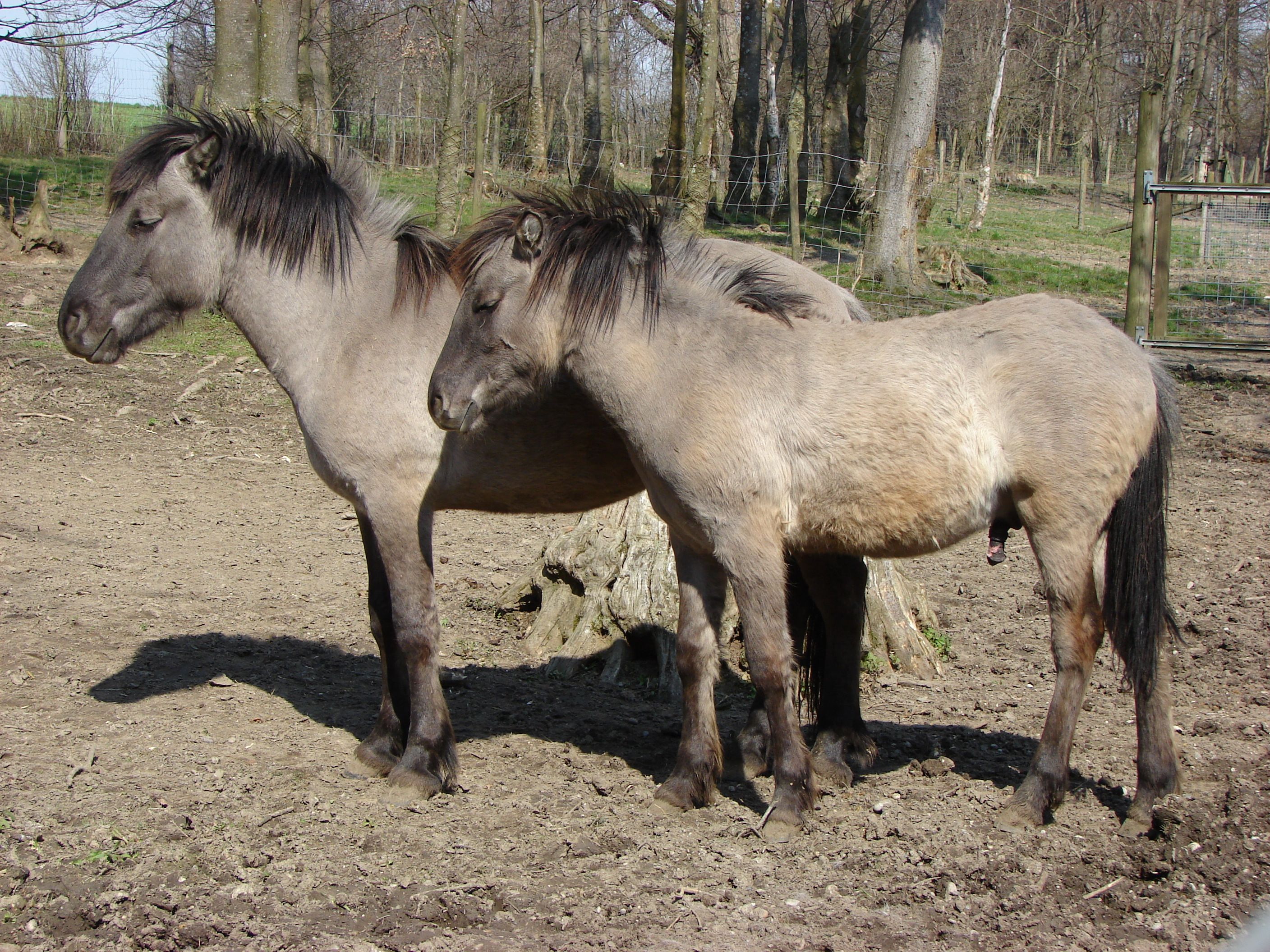
ヘックホース。

ドイツの動物学者であり動物園長であったハインツ・ヘックとルッツ・ヘックの兄弟は1920年代以降に、特定の動物の近縁な種や亜種や品種同士などを人為選択で意図的に交雑させることで、形態的に絶滅種を再現して脱絶滅させる再現育種と呼ばれる試みを行っており、ヘック兄弟によってターパンとオーロックスの再現として「ヘックホース」と「ヘックキャトル（ヘック牛）」が生み出された。ヘックホースの産出用にはコニック、アイスランドホース、ゴットランドラスなどの家畜馬の品種の他にもモウコノウマが選出されており、この背景としては短く直立した鬣などのモウコノウマの野生的な形態的特徴が注目されたからだとされている。

## 関連画像

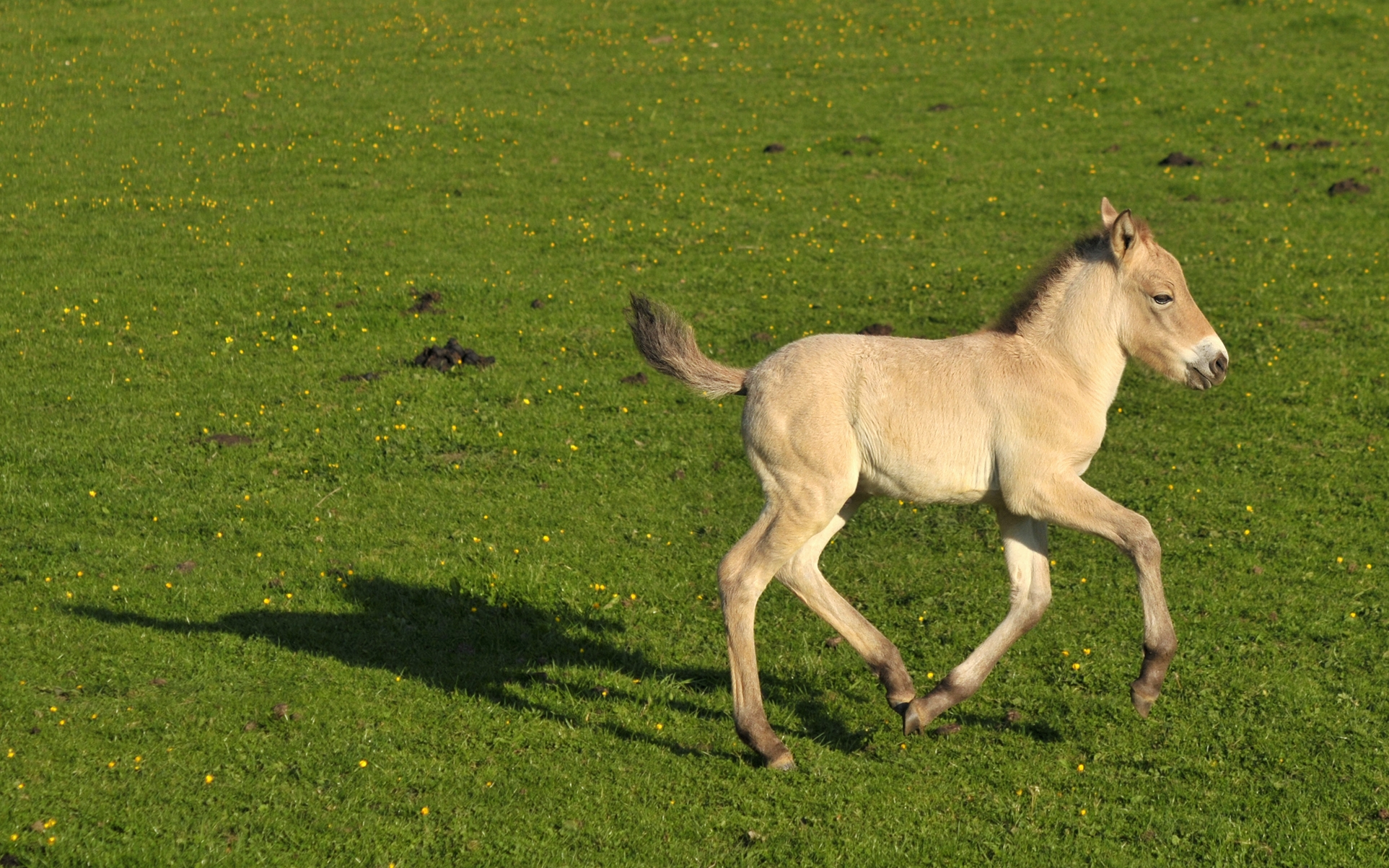
シュプリンゲのシュプリンゲ・バイソン園（ドイツ語版）で飼育されている仔馬。
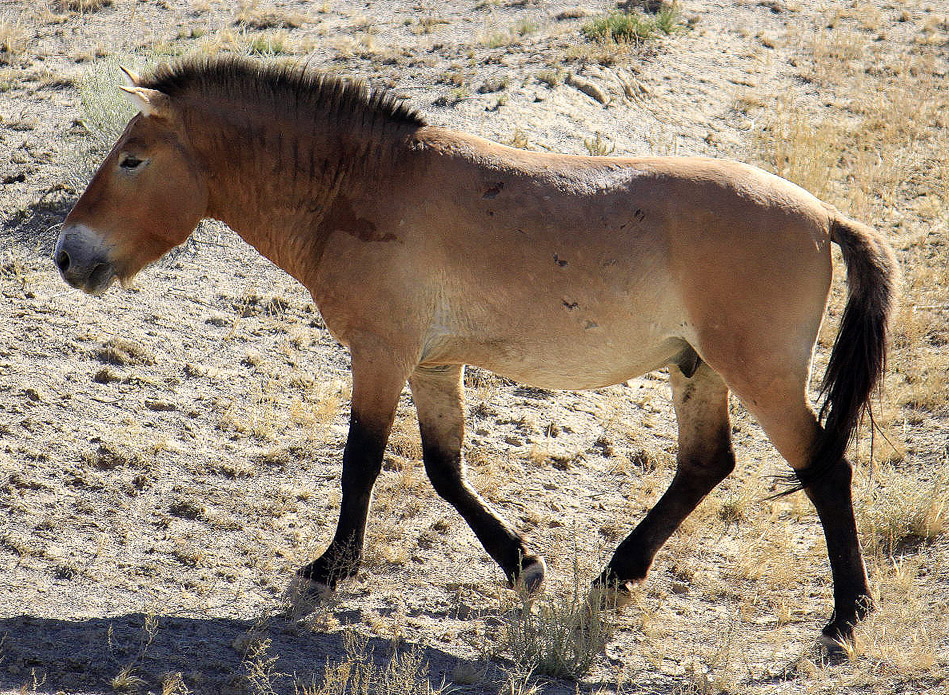
新疆ウイグル自治区の自然保護区の個体。
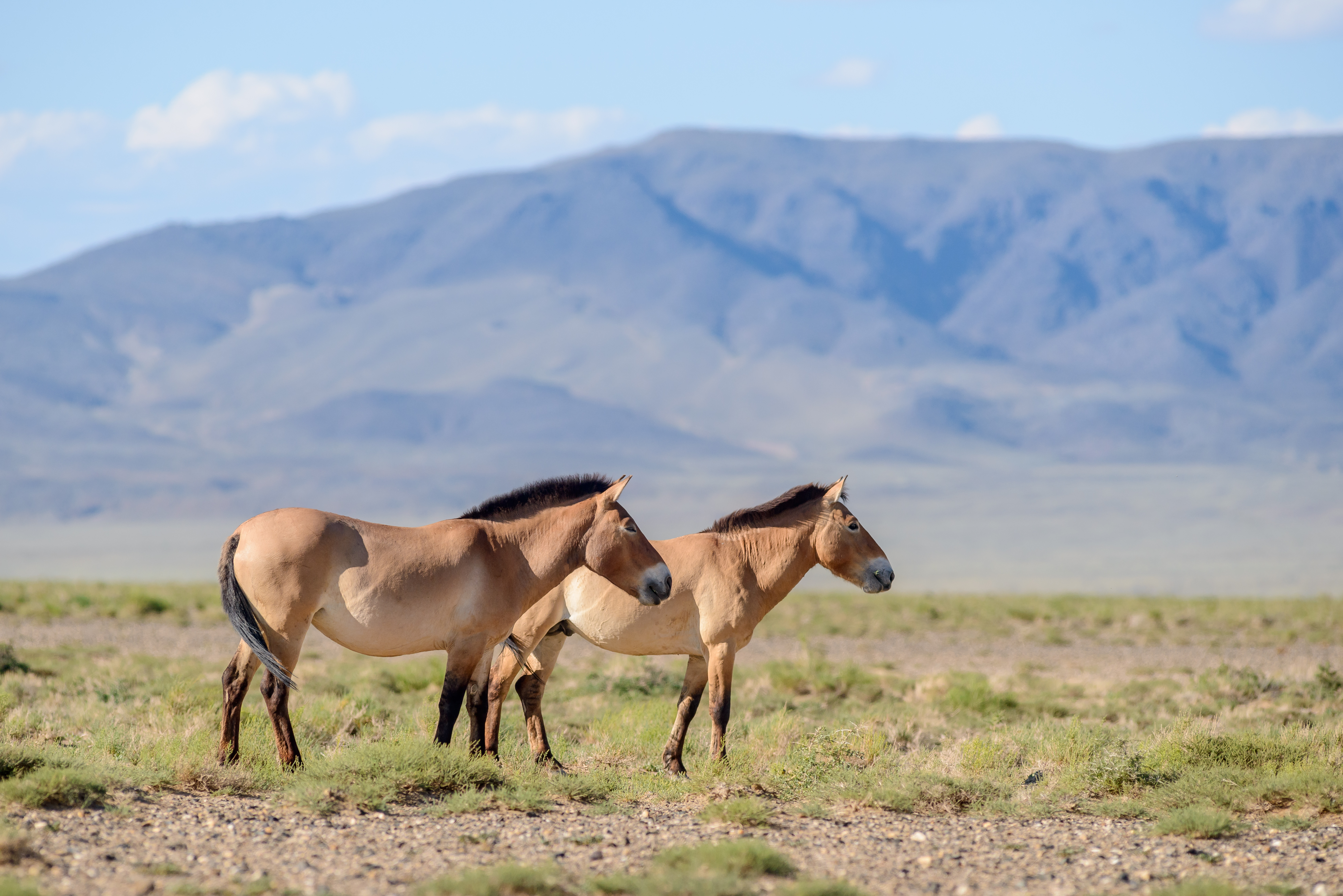
モンゴルに再導入された二頭。
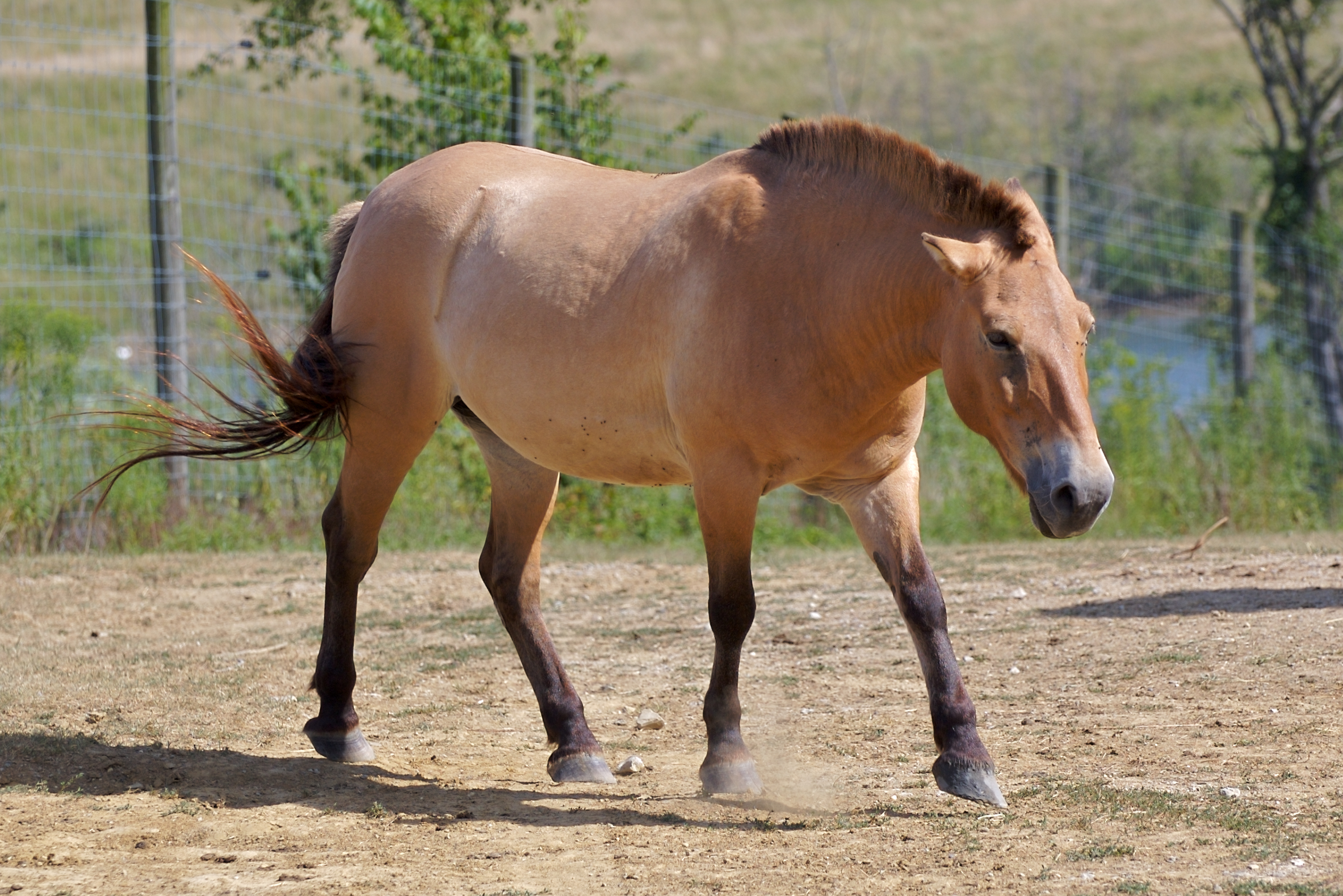
オハイオ州のThe Wilds（英語版）で飼育されている個体。